# ケヴィン・マクナルティ (俳優)
ケヴィン・マクナルティ（Kevin McNulty、1955年12月8日 - ）は、カナダの俳優。

## 出演作品
- ENDGAME ～天才バラガンの推理ゲーム
- THE KILLING ～闇に眠る美少女 シーズン1
- アルマゲドン2011
- サイク/名探偵はサイキック? シーズン4
- グッド・ワイフ
- ゲスト
- 悪霊の餌食 ブラッディ・アイランド
- KYLE＜カイル＞XY シーズン4
- GALACTICA/ギャラクティカ シーズン4
- PANDEMIC 感染惑星
- 臨死
- ジェイク・アイデンティティー
- ディープ・インパクト2008
- アウター・ゾーン
- レンブラントの夜警
- モテる男のコロし方
- レッド・ウォール
- 最愛の妻ミリーへ
- ファンタスティック・フォー ［超能力ユニット］（ジミー・オフーリハン）
- ヘッドハンター
- LA・ロー 帰ってきた七人の弁護士
- バイオ・クライシス
- グリフィルキン／おとぼけ悪魔氷上バトル
- ファースト・ウェイブ／最終予言1999
- マックスQ
- 悪魔の依頼人
- エア・パニック50,000ft.
- エリア51
- ザ・ストーカー／狂気の愛
- X-ファイル 3rd season アポクリファ
- マスク・オブ・デス／潜入捜査
- フリーフォール：FLIGHT174
- ザ・タイタニック
- 満月に裏切られた女
- アーミー・エンジェル
- X-ファイル 2nd season 影踏み
- ネバーエンディング・ストーリー3
- Xファイル The X-Files (1993) シーズン1第3話「スクィーズ」
- 殺意のサイコロジー
- カナディアン・エクスプレス（ジェームズ・ダールベック）
- 高い城の男